# Лехата, Мосито
Мосито Бахлакоана Стивен Лехата (сесото Mosito Bahlakoana Stephen Lehata; род. 8 апреля 1989, Масеру) — лесотский легкоатлет, специалист по бегу на короткие дистанции. Выступал за сборную Лесото по лёгкой атлетике в 2008—2019 годах, серебряный призёр чемпионата Африки, действующий рекордсмен страны на дистанциях 100, 200 и 60 метров, участник двух летних Олимпийских игр.

## Биография
Мосито Лехата родился 8 апреля 1989 года в городе Масеру, Лесото.
Впервые заявил о себе на международном уровне в сезоне 2008 года, когда вошёл в состав лесотской сборной и выступил в беге на 100 метров на юниорском мировом первенстве в Быдгоще.
В 2010 году бежал 100 и 200 метров на чемпионате Африки в Найроби, а также на Играх Содружества в Дели.
В 2011 году в 200-метровой дисциплине отметился выступлением на чемпионате Африки в Дурбане, на чемпионате мира в Тэгу и на Всеафриканских играх в Мапуту.
В 2012 году на чемпионате мира в помещении в Стамбуле установил ныне действующий национальный рекорд Лесото в беге на 60 метров, преодолев дистанцию за 7 секунд ровно. На чемпионате Африки в Порто-Ново в дисциплинах 100 и 200 метров финишировал пятым и седьмым соответственно. Благодаря череде успешных выступлений удостоился права защищать честь страны на летних Олимпийских играх в Лондоне — на предварительном квалификационном этапе 200 метров показал время 20,74, чего оказалось недостаточно для выхода в полуфинальную стадию. Являлся знаменосцем лесотской делегации на церемонии закрытия Игр.
В 2013 году среди прочего стартовал на чемпионате мира в Москве, в программе 200 метров дошёл до полуфиналов.
В 2014 году на Играх Содружества в Глазго занял четвёртое место в беге на 200 метров, установив при этом ныне действующий национальный рекорд в Лесото — 20,36. На чемпионате Африки в Марракеше в финал не вышел.
В 2015 году на соревнованиях в Редюи установил ныне действующий рекорд Лесото в беге на 100 метров — 10,11. Помимо этого, выступил на чемпионате мира в Пекине, показал восьмой результат на Африканских играх в Браззавиле.
На чемпионате Африки 2016 года в Дурбане завоевал серебряную награду в дисциплине 100 метров, уступив только представителю Кот-д’Ивуара Бен Юсеф Мейте. Принимал участие в Олимпийских играх в Рио-де-Жанейро, причём был знаменосцем Лесото на церемонии открытия. Стартовал на дистанциях 100 и 200 метров, в обоих случаях не смог пройти дальше первого раунда.
В 2017 году бежал 100 метров на чемпионате мира в Лондоне, однако уже на предварительном квалификационном этапе был дисквалифицирован из-за фальстарта.
В 2018 году участвовал в Играх Содружества в Голд-Косте, в беге на 100 метров дошёл до полуфинала.
В 2019 году выступил на Африканских играх в Рабате, в дисциплинах 100 и 200 метров остановился в полуфиналах.
Завершил спортивную карьеру по окончании сезона 2021 года.